# Ені Сулістьоваті
Ені Сулістьоваті (нар. 14 січня 1980) — колишня індонезійська тенісистка.
Найвищу одиночну позицію світового рейтингу — 662 місце досягла 16 січня 1995, парну — 445 місце — 23 лютого 1998 року.

## Фінали ITF

### Парний розряд: 2 (0–2)
| Результат | Ранг | Дата          | Турнір                     | Покриття | Партнерка     | Суперниці                        | Рахунок       |
| --------- | ---- | ------------- | -------------------------- | -------- | ------------- | -------------------------------- | ------------- |
| Поразка   | 1.   | 6 квітня 1997 | Бандунґ, Індонезія         | Тверде   | Вінне Пракуся | Хотта Томое Ямаґісі Йоріко       | 6–2, 6–7, 5–7 |
| Поразка   | 2.   | 8 травня 2005 | Таракан (місто), Індонезія | Тверде   | Мая Роса      | Вінне Пракуся Романа Теджакусума | 5–7, 2–6      |